# Cnissostages mastictor
Cnissostages mastictor är en fjärilsart som beskrevs av Bradley 1951. Cnissostages mastictor ingår i släktet Cnissostages och familjen Arrhenophanidae. Inga underarter finns listade i Catalogue of Life.